# Стефаниду, Смаро
Смаро Стефаниду (греч. Σμάρω Στεφανίδου, 9 апреля 1913 — 7 ноября 2010) — греческая театральная, кино- , радио- и телевизионная актриса.

## Биография
Семья Смаро Стефаниду происходила из Малой Азии. Смаро получила образование в Афинской бизнес-школе (ныне торговый факультет Афинского университета), параллельно училась нескольким языкам и игре на фортепиано. С раннего возраста она проявляла актерские данные, однако родители не желали видеть её в будущем актрисой. Поэтому Смаро работала тайком от родителей, чтобы оплатить обучение в драматической школе Национального театра Греции.
После окончания театрального училища в 1937 году Смаро приняла в свою труппу настоящая тогдашняя звезда - Марика Котопули. С 1952 года Смаро Стефаниду была ведущей характерной актрисой в труппе Василиса Логофетидиса, до самой его смерти в 1960 году. Кроме того она снималась вместе с Екатериной Андреади, Элли Ламбети, Димитрисом Хорном, Ламбросом Константарасом, Яннисом Фертисом, Ксенией Калогеропулу, Алики Вуюклаки, Стефаносом Линеосом, Яннисом Янакисом, Никосом Куркулосом, Антонисом Антипасом.
Ярким моментом в её карьере была роль королевы Гекубы в пьесе «Троянки» Еврипида, постановку которого исполнил режиссёр, одновременно выдающийся новогреческий художник, Яннис Царухис в импровизированном театре на улице Капланон и в Дельфах в «Академии Царухиса».
Дебют Смаро Стефаниду в кино произошел в 1951 году, в фильме Г. Зервоса «Четыре шага». С тех пор она появлялась во многих фильмах, среди которых попадались адаптации театральных постановок, в которых она играла. Она также много работала на радио, принимала участие в радио-сериалах, радио-театре и чтении романов.
Смаро Стефаниду вышла замуж за греческого певца-шансонье Васоса Сеитанидиса (1913-1965) и в 1951 году у них родилась дочь Лида-Ирэн, теперь известная как Лида Шанталь, учитель йоги, танцовщица и хореограф бхаратанатьям.
В 2003 году Смаро Стефаниду вместе с дочерью создала Дом культуры «Шантом» в пригороде Афин Халандри как центр обучения театральному искусству, танцам, йоге, боевым искусствам, восточным альтернативным методам лечения. Умерла Смаро Стефаниду 7 ноября 2010 года в возрасте 97 лет. Похоронена на Втором афинском кладбище в районе Ризуполи.

## Театральные роли

### 1937—1940: Театр Марики Котопули
- Ангелос Терзакис Γαμήλιο εμβατήριο
- Зери Έκτο πάτωμα
- Арно Дусе Βαθιές είναι οι ρίζες
- Бернард Шоу Το επάγγελμα της κυρίας Γουώρρεν
- Димитрис Богрис Καινούργια ζωή
- Димитрис Богрис Όλα θ’αλλάξουν'
- Андре Обе Δον Ζουάν
- Пантелис Хорн Μελτεμάκι
- Софокл Ηλέκτρα

### 1940—1942: Труппа Екатерины Андреади
1. Яламас Икономидис Θίσβιου Πολεμικές Καντρίλιες
2. Хаєрман Καλή ελπίδα
3. С. Бекефи Περάστε την πρώτη του μηνός

### 1942—1944: Художественный театр
1. Ибсен Αγριόπαπια
2. Стриндберг Σουάνεβιτ
3. Г. Севасткиглу Κωνσταντίνου και Ελένης
4. Пиранделло Έτσι είναι, αν έτσι νομίζετε
5. Эркин Колдвелл Για ένα κομμάτι γης
6. Григориос Ксенопулос Στέλλα Βιολάντη

### 1944: Труппа Екатерины
- Сарду Κυρία δε με μέλλει
- Лео Ленц Κυρία σας αγαπώ

### 1946: Объединенная творческая труппа
- Θεοδώρα
- Αν δουλέψεις, θα φας

### 1952—1960: Труппа Василиса Логофетидиса
1. Сакеллираос Γιαννακόπουλου Δεσποινίς ετών 39
2. Георгиос Руссос Ένα βότσαλο στη λίμνη
3. Сакеллираос-Яннакопулос Τρίτη και 13
4. Димитрис Псатас Ένας βλάκας και μισός
5. Георгиос Тзавеллас Ο εραστής έρχεται
6. Жорж Фейдо Ξυλιές στα μαλακά
7. Никос Цифорос Ο τελευταίος τίμιος

### 1960—1962: Труппа Димитриса Хорна
1. Макдугалл Άλλαν Ο δειλός κι ο τολμηρός
2. Сакеллариос Γιαννακόπουλου Αλίμονο στους νέους
3. Жан Ануй Ταξιδιώτης χωρίς αποσκευές

## Фильмография
| Год  | Фильм                            | Оригинальное название            | Роль                  |
| ---- | -------------------------------- | -------------------------------- | --------------------- |
| 1951 | Четыре шага                      | Τα τέσσερα σκαλοπάτια            | Лукиа Аспрокоцифа     |
| 1952 | Башня рыцарей                    | Ο πύργος των ιπποτών             | Орса Деларосса        |
| 1953 | Санта Чикита                     | Σάντα Τσικίτα                    | Делаковия             |
| 1954 | Женщина 39 лет                   | Δεσποινίς ετών 39'               | Хрисанти Карадари     |
| 1956 | Ревнивый муж                     | Ο ζηλιαρόγατος                   | Мина Мицопулу         |
| 1957 | Бабник                           | Ο γυναικάς                       | Катина Фрабала-Зубулу |
| 1960 | Три куклы и я!                   | Τρεις κούκλες κι εγώ!            | Хриса                 |
| 1960 | Маддалена                        | Μανταλένα                        |                       |
| 1961 | Горе молодым!                    | Αλλοίμονο στους νέους'           | Элени                 |
| …    | Путешествие                      | Ταξίδι                           |                       |
| …    | Приходит любовник                | Ο εραστής έρχεται                |                       |
| …    | К счастью для меня я сошел с ума | Ευτυχώς τρελλάθηκα               |                       |
| 1964 | Моя греческая свадьба            | Γάμος αλά Ελληνικά               | Мать Петроса          |
| 1964 | Аристид и его девушка            | Ο Αριστείδης και τα κορίτσια του | Евдокия               |
| 1967 | Трехгрошовая молодежь            | Μιας πεντάρας νιάτα              | Марика Констандину    |
| 1968 | Безумный равен 400               | Ο τρελός τα 'χει 400             | Султана               |
| 1973 | 20 женщин и я                    | 20 γυναίκες κι εγώ               | Смаро Филиппу         |